# Корну де Сус (Думбрава)
Корну де Сус (рум. Cornu de Sus) насеље је у Румунији у округу Прахова у општини Думбрава. Oпштина се налази на надморској висини од 88 m.

## Становништво
Према подацима из 2011. године у насељу је живело 805 становника.